# 로버트 얼 킨
로버트 얼 킨(Robert Earl Keen, 1958년 1월 11일 ~ )은 미국의 컨트리 가수이다.